# Święta Katarzyna (Neder-Silezië)
Święta Katarzyna (Duits: Kattern) is een dorp in de Poolse woiwodschap Neder-Silezië. De plaats maakt deel uit van de gemeente Święta Katarzyna en telt 1872 inwoners.